# Top Niveau Records
Top Niveau Records er et dansk hiphop-kollektiv, grundlagt i foråret 2006. I slang skrives det som: Top 9-veau Records.
Rapperne i kollektivet er:
- Sten-Haard

- Ste-Fanatikeren

- AnkR

- Ken Krack

- Fosta

## Mansion Get Down
I efteråret 2006 inviterede Top Niveau Records en masse prominente rappere og producere til en "get down" i en luksus hytte, Strandlyst i udkanten af Middelfart.
Selve formålet med arrangementet var at lave en helt ny form for indspildningsmiljø og et af danmarks største compilations projekter og til dette formål blev følgende rappere inviteret:
Mikkel Mund - Jøden - Jonny Hefty - Søren Strøm - Pede B - Organiseret Riminalitet - Haven Morgan - Kejser A -Ham Den Lange - Thomas T - Joe True - PTA - Fosta - Ste-fanatikeren - Sten Haard - Kasper Spez - Pede Gøbb - THC - M-Cnatet - Spytreflex - Patrick B - MC Meller - Dix One - Yogiprods - Dj Cars10 - Machacha - Lil Jay - DJ Noize - Heartbeat Productions og Bino.

## Udgivelser
- Et Glimt Af Fremtiden

## Kommende udgivelser
- Top 9 Vinyl

- Ste-Fanatikerens debutalbum

- Sten Haard Vinyl

## Links
- GAFFA artikel – omkring Mansion Get Down Arkiveret 12. marts 2016 hos  Wayback Machine
- Top Niveau's officielle hjemmeside Arkiveret 24. april 2010 hos  Wayback Machine